# 石原典子
石原 典子（いしはら のりこ、1938年（昭和13年）1月1日 - 2022年（令和4年）3月8日）は、日本のエッセイスト。元東京都知事で小説家の石原慎太郎の夫人。旧名は石田 由美子。結婚後も本名は由美子のままであり、典子は通称である。

## 略歴
1938年、落下傘の紐などを製造する紡績会社・東洋麻糸に勤めていた父・石田光治が同社の彦根工場に赴任し、召集令状を受け中国戦線に出征した後、母方の実家のある広島県広島市己斐町（現在の同市西区己斐）で生まれた。しかし光治は典子を一度も抱けないまま戦死した。
その後神奈川県に転居し、鎌倉、金沢八景、逗子で育つ。
1955年12月に、小学生の時からの知り合いだった小説家の石原慎太郎と17歳のときに結婚する。慎太郎との間に伸晃、良純、宏高、延啓の4人の子供をもうける。
その後、一念発起して慶應義塾大学法学部政治学科に入学、30歳前後で学生生活を過ごして卒業。その後、『妻がシルクロードを夢みるとき』を刊行する。
1991年、伸晃の妻・田中理佐の名を「画数が悪い」と“里紗”に改名させた。自身の名も、これ以前に改名している（芸名ではない）。
2022年2月1日、膵臓がんを患っていた夫の慎太郎と死別。その約1か月後の同年3月8日、後を追うように典子は大動脈瘤破裂で死去する。84歳没。

## 人物
夫の慎太郎の死に顔を見詰めながら「寂しくなるわね」とつぶやいた典子も夫の後を追うように1カ月後に亡くなる。長男の伸晃によると「母の死はこたえた」という。
横須賀市にある典子の実家の先祖代々の墓所は継承者がおらず、長男の伸晃が「墓じまい」している。

## 演じた俳優
- テレビ朝日『弟』（2004年11月17日 - 11月21日放送）での配役
  - 加藤あい（18歳 - 34歳）
  - 中田喜子（40歳 - 52歳）
- NHK BSプレミアム『裕さんの女房』での配役
  - 正木佐和

## 著書
- 『妻がシルクロードを夢みるとき』（学研プラス、1979） ISBN 978-4050025503
- 『君よわが妻よ：父石田光治少尉の手紙』（文藝春秋、2010） ISBN 978-4163728704